# Momo, una aventura contra rellotge
Momo, una aventura contra rellotge (títol original:  Momo alla conquista del tempo) és un llargmetratge d'animació italo-alemany dirigit per Enzo D'Alò i estrenada el 2001. És una adaptació de la novel·la Momo de l'escriptor alemany Michael Ende. El film fa servir la tecnica de dibuixos animats en dues dimensions.
Ha estat doblada al català

## Argument
Momo, una noieta, viu una vida plàcida amb els seus amics. Però quan estranys homes vestits de gris arriben a la ciutat i proposen als habitants de posar el seu temps a la Banca del Temps per a utilitzar-la més tard, un estrany frenesí s'apodera de la ciutat, obsessionada per la idea de no més perdre ni un segon. Per frustrar els plans dels homes de gris, que utilitzen el temps dels habitants sense tornar-lo mai, Momo ha de marxar a la recerca del professor Secundus Minutus Hora i de la tortuga Cassiopea.

## Al voltant de la pel·lícula
És la segona adaptació de la novel·la de Michael Ende, després de Momo, film alemany de Johannes Schaaf, estrenat l'any 1986.